# Jean François Racine
Pour les articles homonymes, voir Racine.
Jean François Jules Racine né à Metz le 9 novembre 1827 et mort à Charleville le 1er juillet 1902 est un architecte français.
Il fut architecte diocésain en Moselle et dans les Ardennes.

## Biographie
Jean François Jules Racine voit le jour à Metz, en Lorraine, le 9 novembre 1827. Attiré par les arts et l'architecture, il suit les cours de l'École des beaux-arts de Paris. Il devient l'élève de l'architecte Pierre-François Gautiez (1803-1856), son beau-frère.
À la mort de Gautiez, Jules Racine est nommé architecte diocésain de Metz, à titre provisoire, par arrêté préfectoral du 11 août 1856, sur proposition de l'évêque et contre l'avis du ministère des Cultes, qui préférait l'architecte diocésain de Carcassonne Léon Ohnet. Racine est nommé à titre définitif le 3 février 1858. À l'occasion de l'Exposition internationale de Metz en octobre 1861, il obtient une médaille d'argent de première classe pour ses dessins d'architecture. Il reste en Moselle jusqu'à l'annexion de l'Alsace-Moselle en 1871. Racine est alors nommé architecte diocésain honoraire.
Le 31 octobre 1871, Jean François Racine est nommé architecte départemental du département des Ardennes. Après l'abandon du projet néogothique de Gautiez, il va entreprendre, en 1860, la construction de l'église Saint-Rémi de Charleville. En 1888, Racine réalise l'église de Sedan. Il a aussi édifié, à partir de 1866, l'église Notre Dame-Saint-Léger de Torcy-Sedan. Celle-ci est inaugurée en 1869. Il y construit aussi le presbytère et l'école située à proximité. Racine réalise en outre les plans des lycées de filles et de garçons de Charleville. En 1874 et 1878, il réalise les monuments funéraires de Balan et de Bazeilles.
Jean François Racine meurt à Charleville le 1er juillet 1902.

## Réalisations
- Agrandissement de l'église paroissiale Saint-Martin de Viviers-sur-Chiers (1856-1877)[5].
- Restauration du lycée Fabert de Metz.
- Restauration de l'église paroissiale de L'Assomption-de-la-Vierge de Beuvillers (1862)[5].
- Construction de l'église Saint-Rémi de Charleville-Mézières en style néo-roman (1860-1863).
- Construction de l'église de Torcy-Sedan.
- Construction des lycées de filles et de garçons de Charleville.
- Construction des monuments funéraires de Balan et Bazeilles, de 1874 à 1878.

Œuvres de Jean François Racine
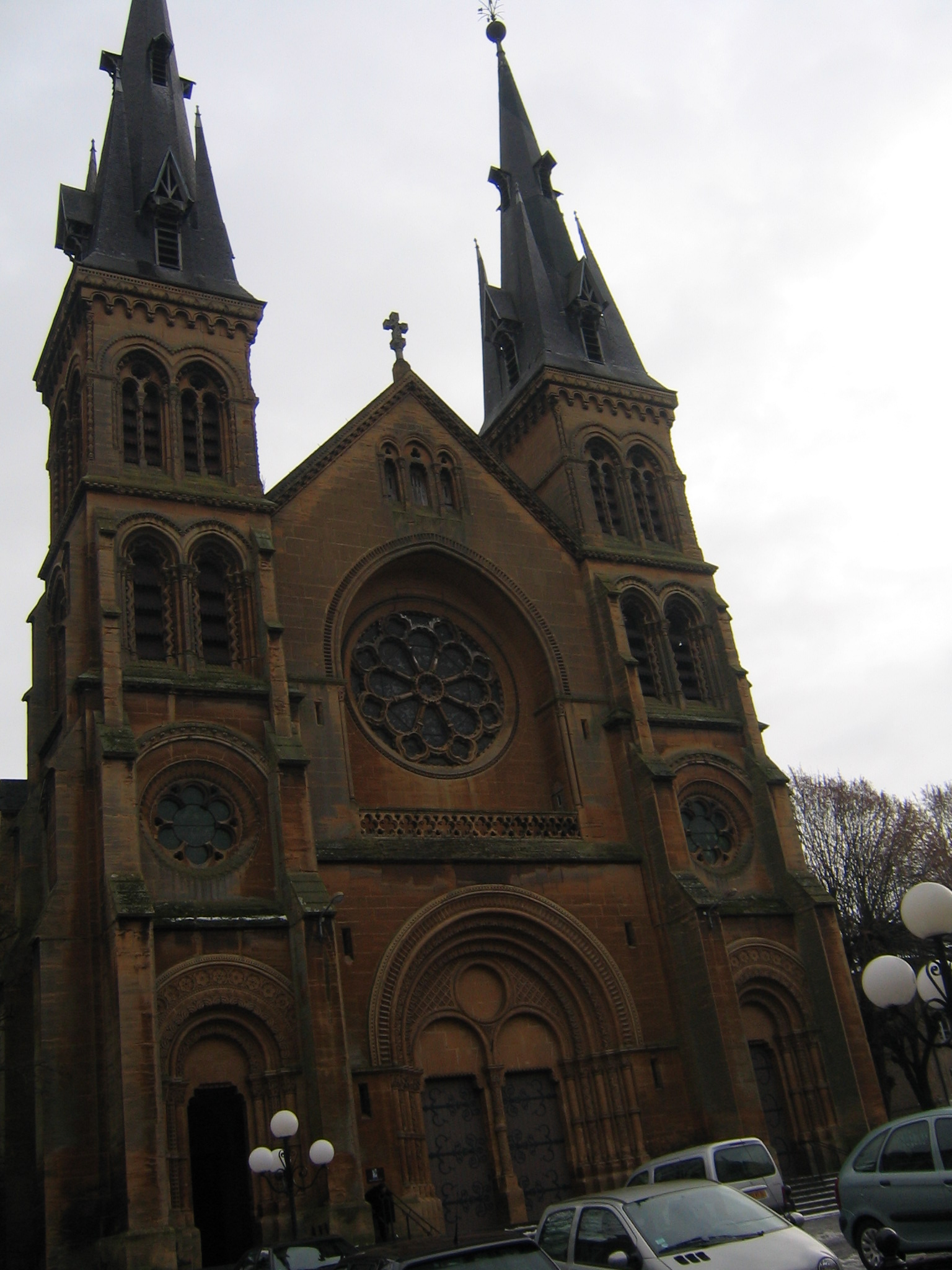
L'église Saint-Rémi de Charleville-Mézières.
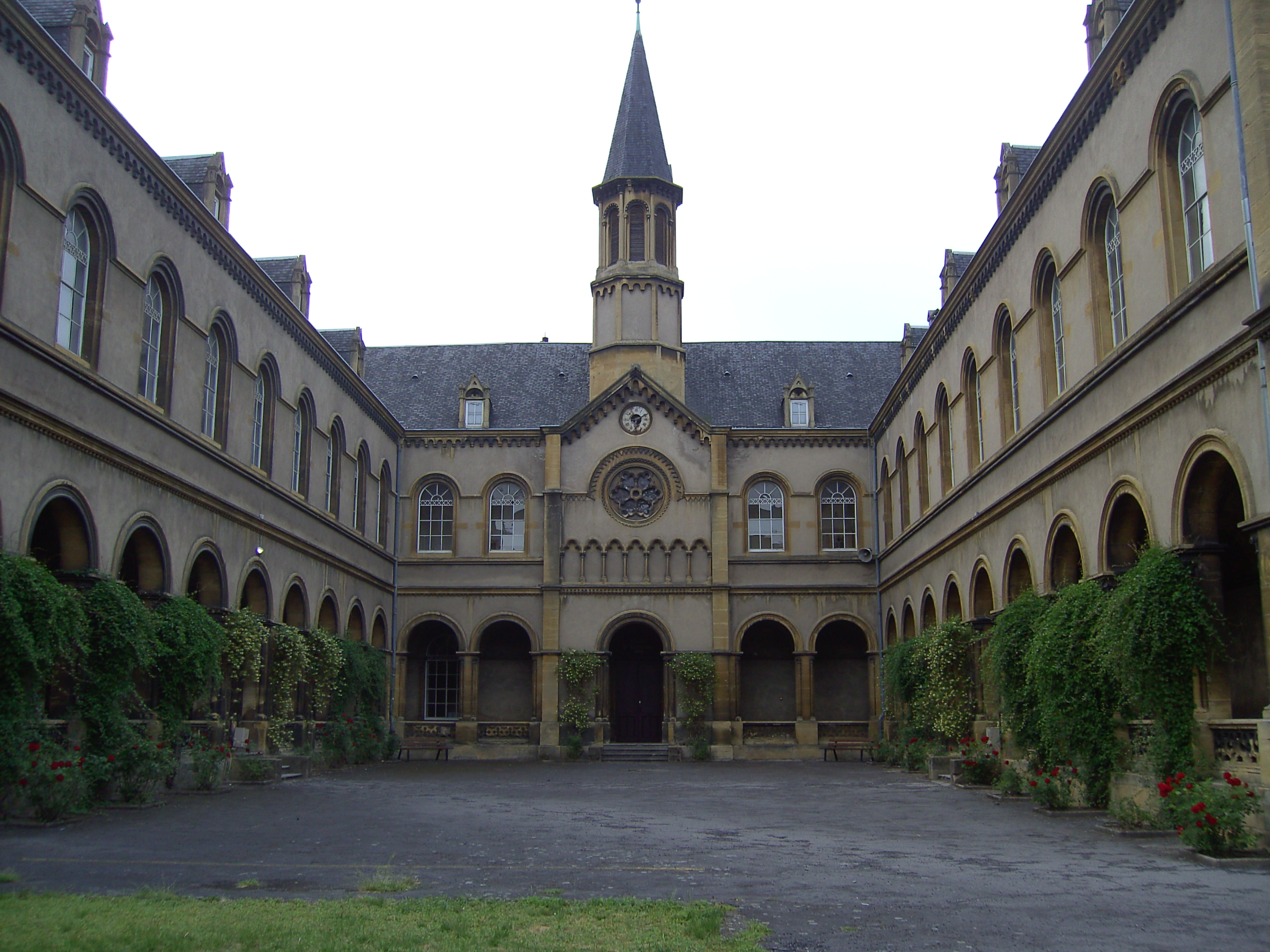
La chapelle Sainte-Constance du lycée Fabert, Metz.

## Récompenses
- 1852 : médaille d'argent de première classe au concours ouvert à l'académie de Metz pour un projet d'église rurale.
- 1861 : médaille d'argent de première classe pour une exposition de dessins d'architecture à l'Exposition internationale de Metz.